# Parlament de Canàries
El Parlament de Canàries és l'òrgan legislatiu i una de les institucions de govern de les Illes Canàries. Fou inaugurat el 30 de maig de 1983.
Per a les eleccions al Parlament Canari, cada illa constitueix una circumscripció electoral.

## L'edifici
L'edifici del Parlament de Canàries, situat en el cèntric carrer Teobaldo Power de la ciutat de Santa Cruz de Tenerife, va ser projectat per l'arquitecte Manuel de Oraá el 1883. Des d'aquest moment ha albergat diferents institucions i entitats però sempre crucials en el desenvolupament polític i cultural de la regió. Des que es constituís com a seu de la Societat Musical "Santa Cecilia" fins al seu present ús com a Parlament de Canàries, ha servit de lloc de reunió dels representants de la Diputació Provincial, els membres de la Mancomunitat de Cabildos de l'Arxipèlag i els magistrats de l'Audiència.
Va ser al desembre de 1982 quan el Parlament Provisional de Canàries es va instal·lar en aquest edifici, compartint durant els dos anys següents les seves instal·lacions amb el Conservatori de Música que allí en tenia seu. Després d'aquest període, el Conservatori abandona finalment les dependències que encara ocupava i l'edifici es convertí en seu definitiva i exclusiva del Parlament de Canàries.
Amb la finalitat d'adaptar-se a les seves noves comeses, ha anat sofrint nombroses remodelacions que sempre han cuidat i potenciat els aspectes històrics i artístics de la seu de la cambra autonòmica. El juny de 1992, el Parlament de Canàries va aprovar una llei d'expropiació de tres habitatges per a construir un nou edifici, annex a la seu antiga. El març de 2005 el Tribunal Constitucional va declarar inconstitucional aquesta llei i, més tard, el Tribunal Superior de Justícia de Canàries va dictar la reposició dels edificis als seus propietaris i el pagament d'una indemnització per danys i perjudicis. A data d'octubre de 2006 els immobles encara no han estat retornats als seus legítims propietaris, ja que la Comunitat Autònoma argumenta que és impossible retornar els edificis a causa del disseny del Parlament.

## Organització
La Càmera està constituïda per seixanta diputats autonòmics: Les illes de Tenerife i Gran Canària envien 15 diputats cadascuna, les illes de La Palma i Lanzarote 8 cadascuna, Fuerteventura envia 7 diputats i, La Gomera i El Hierro, 4 i 3 diputats respectivament. Aquests són escollits per un termini de quatre anys per sufragi universal, directe, igual, lliure i secret.
Durant la primera sessió plenària de la legislatura, després de la celebració de les eleccions es nomena, per majoria absoluta dels seus membres, un president, dos vicepresidents i dos secretaris, que van a constituir la Mesla. La Càmera, es reuneix cada any en dos cicles ordinaris de sessions, de 120 dies cadascun, de març a juny i d'octubre a gener. El Parlament pot treballar bé en Ple o en Comissions i compte amb un Reglament específic en el qual es decideixen les característiques més concretes de les sessions, com són, la formació de Grups Parlamentaris i el funcionament de la Diputació Permanent. També respon a altres afers que afectin els procediments legislatius o fins i tot de control polític. En relació amb els acords, es prenen, en principi, per majoria simple, sempre que l'Estatut d'Autonomia no estableixi unes condicions especials que requereixin altres sistemes de majories.

## Funcions
- El Parlament té potestat, segons queda establert a l'Estatut d'Autonomia de Canàries, per a la designació del President de Canàries
- Elaboració de les lleis de la Comunitat.
- Aprovació dels Pressupostos de la Comunitat.
- Control polític de l'acció del Govern de Canàries.
- Nomenament dels senadors que representen a Canàries a les Corts Generals de Madrid.
- Presentació de Proposicions de Llei davant les Corts Generals.
- Interposició de recursos d'inconstitucionalitat.

## Llista de Presidents del Parlament de Canàries
Assemblea de Parlamentaris Canaris (institució preautonòmica)
- Antonio González González: novembre de 1977 - 1978 (independent)
- José Luis Tomás Mederos Aparicio: juny de 1980 - juny de 1981 (UCD)
- Pedro Guerra Cabrera: 1982 - 30 de maig de 1983 (PSOE)

Parlament de Canàries (etapa autonòmica)
| Nº | Leg.       | Nom                                  | Inici                | Fi                   | Partit |
| -- | ---------- | ------------------------------------ | -------------------- | -------------------- | ------ |
| 1. | I          | Pedro Guerra Cabrera                 | 30 de maig de 1983   | 15 de juliol de 1987 | PSOE   |
| 2. | II i III   | Victoriano Ríos Pérez                | 15 de juliol de 1987 | 27 de juny de 1995   | CC     |
| 3. | IV i V     | José Miguel Bravo de Laguna Bermúdez | 27 de juny de 1995   | 18 de juny de 2003   | PP     |
| 4. | VI         | Gabriel Mato Adrover                 | 18 de juny de 2003   | 25 de juny de 2007   | PP     |
| 5. | VII i VIII | Antonio Ángel Castro Cordobez        | 25 de juny de 2007   | 23 de juny de 2015   | CC     |
| 6. | IX         | Carolina Darias San Sebastián        | 23 de juny de 2015   | 25 de juny de 2019   | PSOE   |
| 7. | X          | Gustavo Adolfo Matos Expósito        | 25 de juny de 2019   | en el càrrec         | PSOE   |